# Lockington (Victoria)
Lockington es un pueblo ubicado al norte de Victoria, Australia, en el área local de Gobierno del condado de Campaspe, 198 kilómetros al norte de la capital estatal, Melbourne.
Según el censo de 2016, tiene una población de 808 habitantes.

## Residentes notables
- Brad McEwan, presentador de deportes televisivo.
- Sharelle McMahon - netballer
- Travis Fimmel - actor y modelo.